# Stinnett (Texas)
Stinnett è una località degli Stati Uniti d'America, capoluogo della contea di Hutchinson, nello Stato del Texas.